# Parancistrocerus capocacciai
Parancistrocerus capocacciai är en stekelart som beskrevs av Giordani Soika 1995. Parancistrocerus capocacciai ingår i släktet Parancistrocerus och familjen Eumenidae. Inga underarter finns listade i Catalogue of Life.